# Yoshiomi Iwama
Yoshiomi Iwama (岩間 良臣, Iwama Yoshiomi, né le 3 août 1952) est un athlète japonais, spécialiste du saut à la perche.

## Biographie
Il remporte la médaille d'or du saut à la perche lors des championnats d'Asie 1975, à Séoul. 

### Palmarès
| Date | Compétition         | Lieu  | Résultat | Épreuve          | Performance |
| ---- | ------------------- | ----- | -------- | ---------------- | ----------- |
| 1975 | Championnats d'Asie | Séoul | 1er      | Saut à la perche | 5,20 m      |

### Records
| Épreuve          | Performance | Lieu     | Date          |
| ---------------- | ----------- | -------- | ------------- |
| Saut à la perche | 5,22 m      | Shizuoka | 18 avril 1976 |